# Fiat AS.6
Il Fiat AS.6 era un motore aeronautico da competizione derivato dal Fiat AS.5, composto da 2 motori V12 montati coassiali e controrotanti fra loro che generano un 24 cilindri a V raffreddato a liquido, progettato dall'ingegner Tranquillo Zerbi per conto dall'azienda italiana Fiat Aviazione negli anni trenta. Messo a punto successivamente dall'ingegner Armando Palanca, il quale permise di raggiungere la massima potenza in totale affidabile sicurezza.
Realizzato specificatamente per equipaggiare l'idrocorsa Macchi-Castoldi M.C.72 destinato a partecipare alla Coppa Schneider detiene il record di velocità per idrocorsa con motore a pistoni, Francesco Agello 23 ottobre 1934, 709,202 km/h e il primato di essere il motore sportivo a benzina più potente mai realizzato in Italia. L'Aeronautica Militare, in vista dei festeggiamenti per il 100º anniversario (28 marzo 2023 - 28 marzo 2024), ha stipulato un contratto con l'associazione "Il Magnete" per poterlo revisionare e farlo tornare funzionante. Il motore è stato consegnato il 25 ottobre 2021 all'Associazione e preso in carico direttamente dal Presidente Leonardo Sordi il quale si occuperà personalmente del delicato incarico.
Il sabato 23 Settembre 2023, alle ore 18;41, presso l'Associazione IL MAGNETE, il motore FIAT AS6 è tornato a funzionare nuovamente.

## Storia

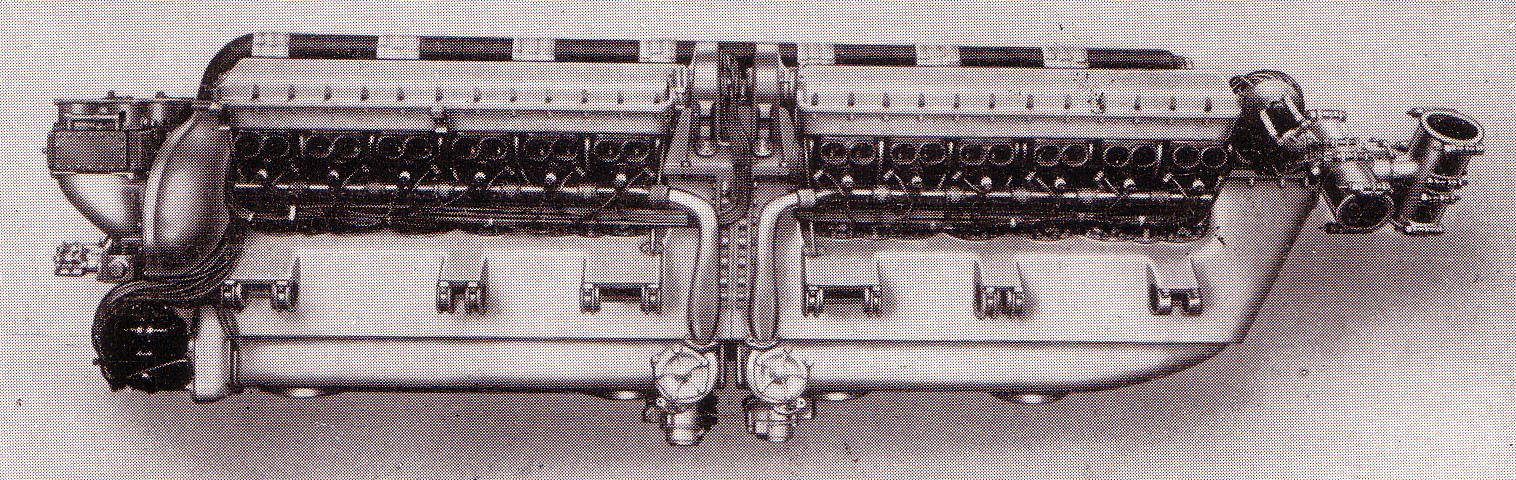
Visto di profilo, in una foto d'epoca

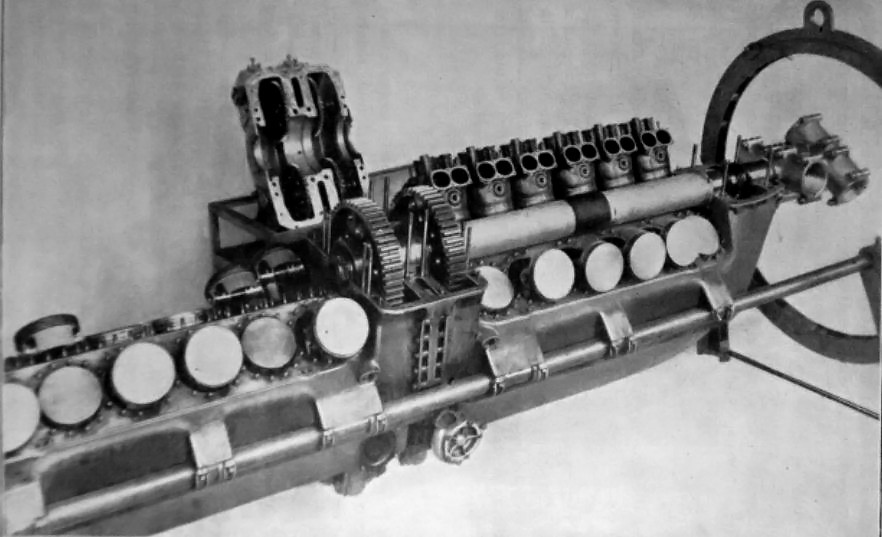
Il FIAT AS.6 con il motore smontato senza cilindri

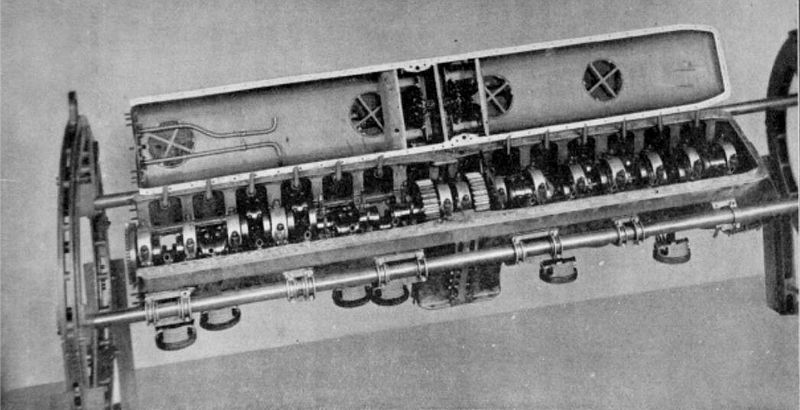
Il FIAT AS.6 visto dall'albero motore

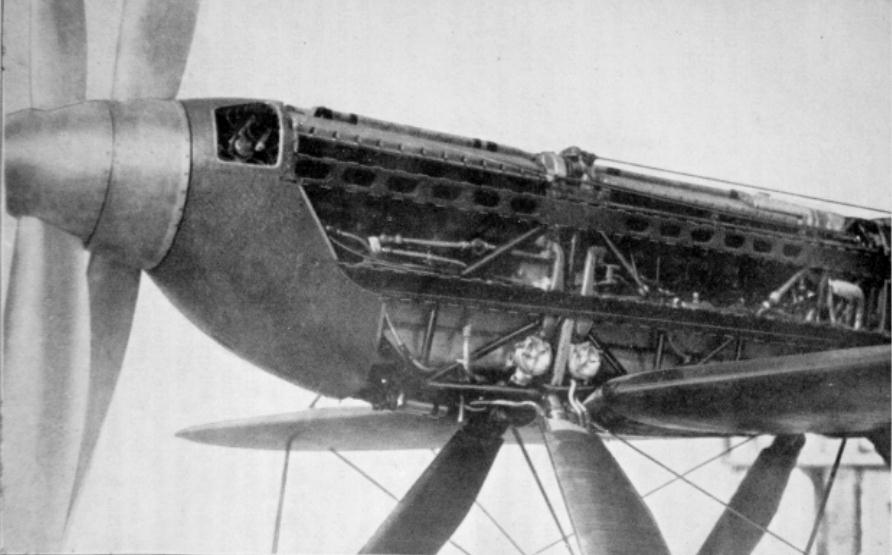
Vista del:FIAT AS.6 installato sull'idro MC.72 senza le capote laterali

### Sviluppo
Dopo la vittoria da parte degli idrocorsa britannici delle edizioni della Coppa Schneider del 1927 e 1929, la possibilità che gli inglesi conquistassero il trofeo era concreta e penalizzante nei confronti dell'industria aeronautica italiana e per il prestigio del regime fascista. Il ministero dell'aeronautica emanò quindi una specifica per la realizzazione di un'idrocorsa ad elevatissime prestazioni da destinare all'edizione del 1931. Alla richiesta risposero l'Aeronautica Macchi, alla quale venne affidata la costruzione della cellula, e la Fiat Aviazione.
Le specifiche che riguardavano la propulsione erano molto esigenti; il nuovo motore avrebbe dovuto erogare una potenza di 2 300 cavalli vapore (1 692 kW), aumentabile in tempi brevi a 2 800 cavalli vapore (2 059 kW), potenza che aumentò a 3 100 cavalli vapore (2 280 kW) dopo le messe a punto di Palanca ed un peso non superiore agli 840 kg ed un consumo specifico massimo di 250 g/CVh.
Per risolvere il problema l'ingegner Tranquillo Zerbi, incaricato della sua progettazione, decise di sfruttare l'esperienza acquisita nella messa a punto del motore AS.5, un 12 cilindri a V realizzato per equipaggiare l'idrocorsa Fiat C.29. Il motore, arrivato al massimo sviluppo consentito, era impossibilitato a raggiungere le prestazioni del suo concorrente britannico, il Rolls-Royce R, che con i suoi 1 900 cavalli vapore britannici (1 416,8 kW) equipaggiava il Supermarine S.6 per cui Zerbi escogitò una soluzione inedita, l'abbinamento di due unità separate che complessivamente avrebbero erogato la potenza richiesta.

### Particolarità
I 24 cilindri erano disposti a V, in due gruppi motore coassiali e controrotanti da 12 cilindri ciascuno, separati da una doppia camera intermedia che conteneva i ruotismi.
I due gruppi di ruotismi erano meccanicamente indipendenti, ciascuno col proprio albero motore e riduttore a ingranaggi che azionava il proprio albero d'elica.
I due alberi d'elica, coassiali e posizionati al centro della V dei cilindri, terminavano ciascuno col proprio mozzo, anch'essi ovviamente controrotanti.

## Velivoli utilizzatori
Italia
- Macchi-Castoldi M.C.72 (idrocorsa)